# Danomyia habra
Danomyia habra är en tvåvingeart som beskrevs av Jason Gilbert Hayden Londt 1993. Danomyia habra ingår i släktet Danomyia och familjen rovflugor. Inga underarter finns listade i Catalogue of Life.